# كاكاو (شركة كورية)
كاكاو (بالإنجليزية: Kakao)‏ (هانغل: 카카오) هي شركة إنترنت كورية جنوبية تأسست في عام 2010. وقد تشكلت نتيجة اندماج شركة داوم وشركة كاكاو الأصلية في عام 2014، تم تغيير اسم الشركة إلى داوم كاكاو أعادت الشركة تسمية علامتها التجارية مرة أخرى في عام 2015 ، وعادت ببساطة إلى كاكاو. في مايو 2015، استحوذت الشركة على باث، وهو شبكة تواصل اجتماعية أمريكية والذي أصبح ناجحاً في إندونيسيا. في يناير 2016، استحوذت كاكاو على 76.4٪ من لوين إنترتينمنت، وهي شركة ترفيه كورية جنوبية كبيرة، مقابل 1.5 مليار دولار. ولاحقاً تم تغيير الشركة إلى كاكاو إم (Kakao M). اكتسبت شركة كاكاو مكانة بارزة من كاكاوتالك، وهو تطبيق مراسلة فورية مجاني للهواتف الذكية. بحلول مايو 2017، كان لدى تطبيق كاكاوتالك 220 مليون مستخدم مسجل و 47 مليون مستخدم نشط شهريًا. 

## وصلات خارجية
- الموقع الرسمي